# Lima lima
Lima lima is een tweekleppigensoort uit de familie van de Limidae. De wetenschappelijke naam van de soort werd in 1758 voor het eerst geldig gepubliceerd door Carl Linnaeus.